# Los inventos del profesor Bacterio
Los inventos del profesor Bacterio es una historieta del autor español Francisco Ibáñez perteneciente a la serie Mortadelo y Filemón. 

## Sinopsis
El profesor Bacterio tiene a punto una serie de inventos que facilitarán las tareas de los agentes. Pero lo primero es probar si los inventos funcionan correctamente. 
Mortadelo y Filemón serán los encargados de probarlos, muy a su pesar.

## Legado e influencia
Algunos de los inventos vuelven a aparecer en historietas posteriores:
- El rayo de la segunda dimensión que tiene la propiedad de convertir en una figura de papel al que toca, aparece con otro nombre en la historieta corta El transmutador biológico.
- El suero Zouf-47-X, que proporciona una gran velocidad, aparece también en Los cacharros majaretas.
- La "herculesmicina", que proporciona una fuerza desmesurada e incontrolable aparece (sin este nombre) en la historieta corta ¡Súper Mortadelo!
- El "suplantón", un suero con el que se adquiere el aspecto y la forma de la persona u objeto más cercanos tiene las mismas propiedades que el "mimetizador camaleónico" de El antídoto.

Además varios de los inventos de este álbum vuelven a aparecer en la historieta apócrifa El profesor Probeta contraataca.
Para conseguir reclutar a unos muy reticentes Mortadelo y Filemón se envía al gigantesco y bruto agente Bestiájez quien se encarga de "convencerlos". Este agente ha sido el único, aparte de los protagonistas, en tener una cierta continuidad en las historietas de la serie, especialmente en los años 70.

## En otros medios
- Ha sido adaptado al completo en el episodio de la serie de televisión sobre los personajes.[3]